# كريس فورد
كريس فورد (بالإنجليزية: Chris Ford)‏ مواليد 11 يناير 1949 في أتلانتيك سيتي، هو لاعب كرة سلة محترف أمريكي أصبح مدرباً بدأ مسيرته الاحترافية في سنة 1972 حيث تم اختياره من قبل فريق ديترويت بيستونز خلال الدرافت، ويحمل الرقم 42. يبلغ طوله 6 قدم 5 بوصة (2.0 م). اعتزل اللعب في 1982.

## روابط خارجية
- كريس فورد على موقع إن بي أي (الإنجليزية)
- كريس فورد على موقع سبورتس رفرنس (الإنجليزية)
- كريس فورد على موقع كلية كرة السلة في سبورتس رفرنس.كوم (الإنجليزية)
- كريس فورد على موقع ريلجم (الإنجليزية)
- كريس فورد على موقع بروبوليرز (الإنجليزية)
- كريس فورد على موقع سبورتس رفرنس (الإنجليزية)